# John Curtin
John Joseph Curtin (Creswick, 8 de janeiro de 1885 — Camberra, 5 de julho de 1945) foi um político australiano que serviu como 14º Primeiro-ministro da Austrália de 1941 até sua morte em 1945. Ele liderou o país durante a maior parte da Segunda Guerra Mundial, exceto as últimas semanas de guerra no Pacífico. Foi o líder do Partido Trabalhista Australiano (ALP) de 1935 a 1945, e seu líder mais antigo até Gough Whitlam. As habilidades de liderança e caráter pessoal de Curtin foram aclamadas por seus contemporâneos políticos. É frequentemente citado como um dos maiores primeiros-ministros da Austrália.

## Vida
Curtin deixou a escola aos 13 anos e envolveu-se no movimento trabalhista em Melbourne. Se juntou ao Partido Trabalhista em uma idade jovem e também estava envolvido com o Partido Socialista de Victoria. Ele se tornou secretário estadual do Sindicato dos Trabalhadores da Madeira em 1911 e presidente federal em 1914. Curtin foi um líder da campanha do "Não" durante o referendo de 1916 sobre o recrutamento no exterior e foi brevemente preso por se recusar a comparecer a um exame médico obrigatório. Ele se mudou para Perth no ano seguinte para se tornar o editor do Westralian Worker, e mais tarde serviu como presidente estadual da Australian Journalists 'Association.
Depois de três tentativas anteriores, Curtin foi eleito para a Câmara dos Representantes na eleição federal de 1928, vencendo a Divisão de Fremantle. Ele é o único primeiro-ministro a representar um eleitorado na Austrália Ocidental. Ele permaneceu leal ao governo trabalhista durante a divisão do partido em 1931. Ele perdeu sua cadeira na derrota esmagadora do Trabalhismo na eleição de 1931, mas a venceu em 1934. No ano seguinte, Curtin foi eleito líder do partido no lugar de James Scullin, derrotando Frank Forde por um único voto. O partido ganhou assentos nas eleições de 1937 e 1940, com o último resultando em um parlamento suspenso. O ALP acabou formando um governo minoritário em outubro de 1941, quando o governo Fadden perdeu uma moção de confiança.
O ataque japonês a Pearl Harbor ocorreu dois meses depois que Curtin se tornou primeiro-ministro e a Austrália entrou na guerra contra o Japão. Ataques de bombardeio no norte da Austrália logo em seguida. Curtin liderou o esforço de guerra do país e tomou decisões importantes sobre como a guerra seria conduzida. Ele colocou as forças australianas sob o comando do general americano Douglas MacArthur, com quem estabeleceu uma relação estreita, e negociou com sucesso a questão do recrutamento no exterior que dividiu seu partido durante a Primeira Guerra Mundial. O ALP conquistou quase dois terços das cadeiras na Câmara dos Representantes na eleição de 1943, que permanece um registro de festa. Curtin morreu no cargo em julho de 1945, após meses de problemas de saúde atribuídos ao estresse da guerra. Muitos de seus planos de reconstrução do pós-guerra foram implementados por seu sucessor Ben Chifley, que em 1946 liderou o ALP a vitórias consecutivas pela primeira vez.

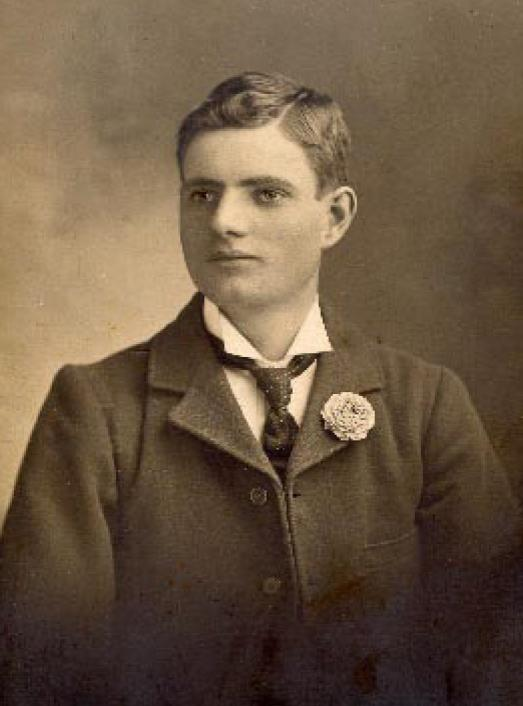
John Curtin em 1908
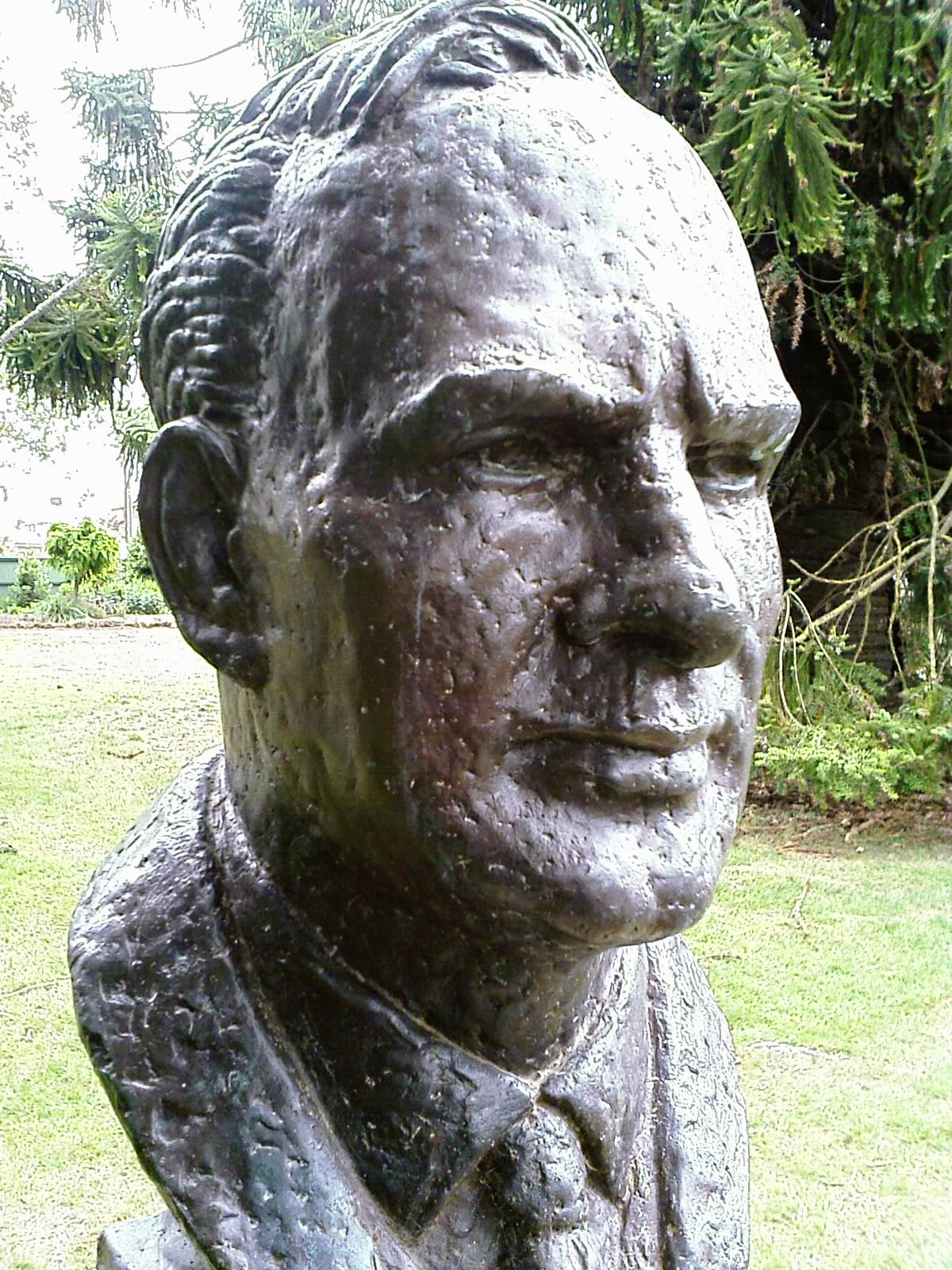
Busto de John Curtin
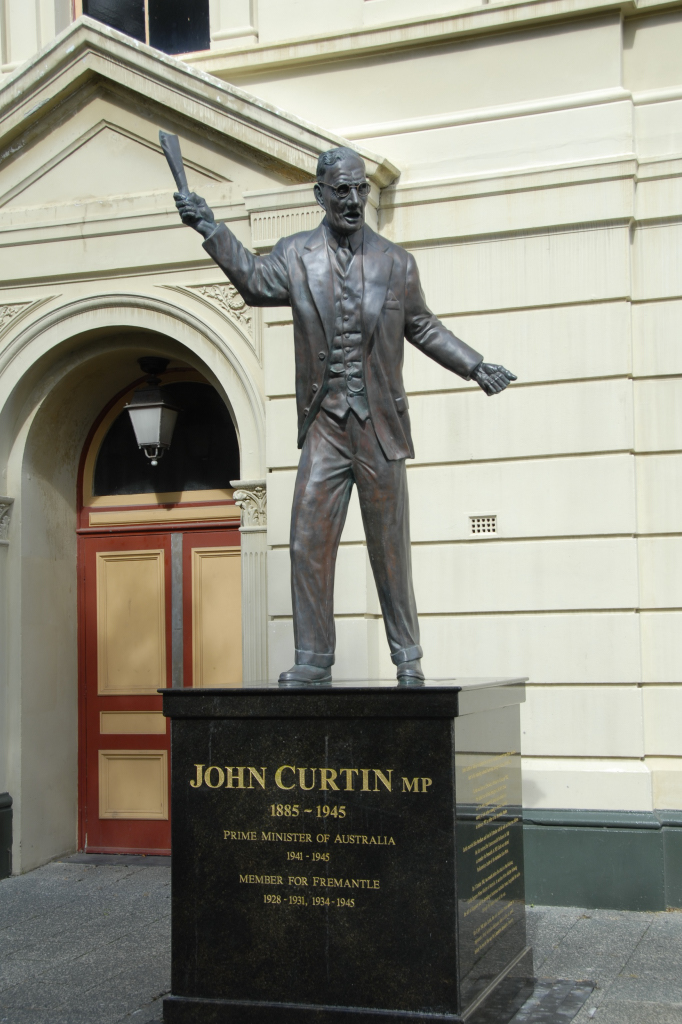
Estátua de John Curtin